# Marte Eberson

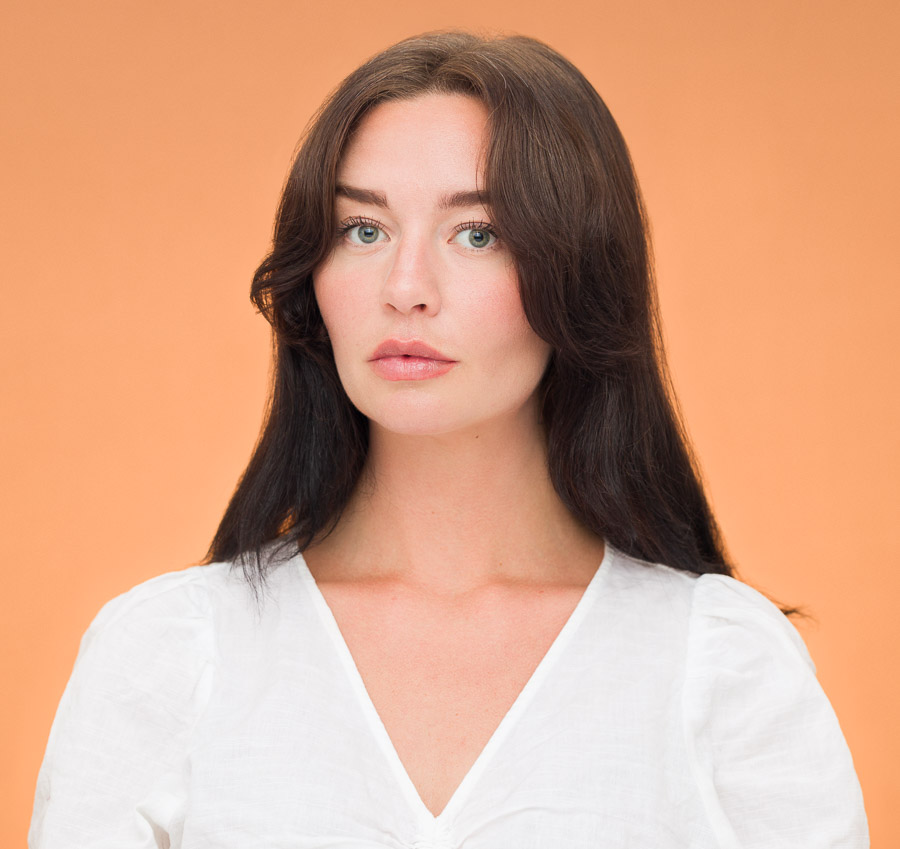
Marte Eberson (2020)

Marte Maaland Eberson (* 12. Dezember 1987 in Oslo) ist eine norwegische Fusionmusikerin (Keyboards, Komposition), die in Avantpop-Projekten wie Machine Birds, COKKO und Highasakite bekannt wurde.

## Leben und Wirken
Eberson ist die Tochter des Gitarristen Jon Eberson. Sie erhielt eine formale musikalische Ausbildung im Musikprogramm an der Foss videregående skole und der Sund Folkehøgskole. Dann studierte sie im Jazzprogramm der Grieg-Akademie in Bergen, wo sie mit einem Bachelor abschloss.
Eberson gewann den Jazz i sikte mit der Band Lugom Trio, den zweiten Platz im Urørt-Finale 2011 mit dem Electronica-Duo Machine Birds, das mehrere Singles und eine EP veröffentlichte. Das Projekt Morning Has Occurred um Natalie Sandtorv gewann den Jazz i sikte 2012. Im Jahr 2012 wurde sie mit dem Sildajazzprisen ausgezeichnet. Außerdem war sie bis 2018 Mitglied der Indie-Band Highasakite. Mit dieser Band spielte sie die Alben Silent Treatment und Camp Echo ein, für die die Band 2014 und 2016 den Spellemannprisen als „Popgruppe des Jahres“ erhielt.
2015 veröffentlichte sie unter ihrem Namen das Synthie-Pop-Album Mad Boy. Seit 2014 gehört sie zur Band von Sjur Miljeteig. Mit Natalie Sandtorv war sie im Trio COKKO tätig (The Dance Upon My Grave). In den letzten Jahren arbeitete sie zudem in der Band Eberson Funk Ensemble mit ihrem Vater, Pål Thowsen, Sigurd Hole und Kim Erik Pedersen (Do the Dance). Mit Husmo HAV entstand das Album Ripples (2019). Mit Liv Andrea Hauge führte sie Hva nå, Ekko? 2023 auf dem Kongsberg Jazzfestival, dem Oslo Jazz Festival und Hemnesjazz auf. Zudem begleitete sie Hedvig Mollestad auf deren Album Ekhidna.